# Porta Nuova (Stadtviertel)

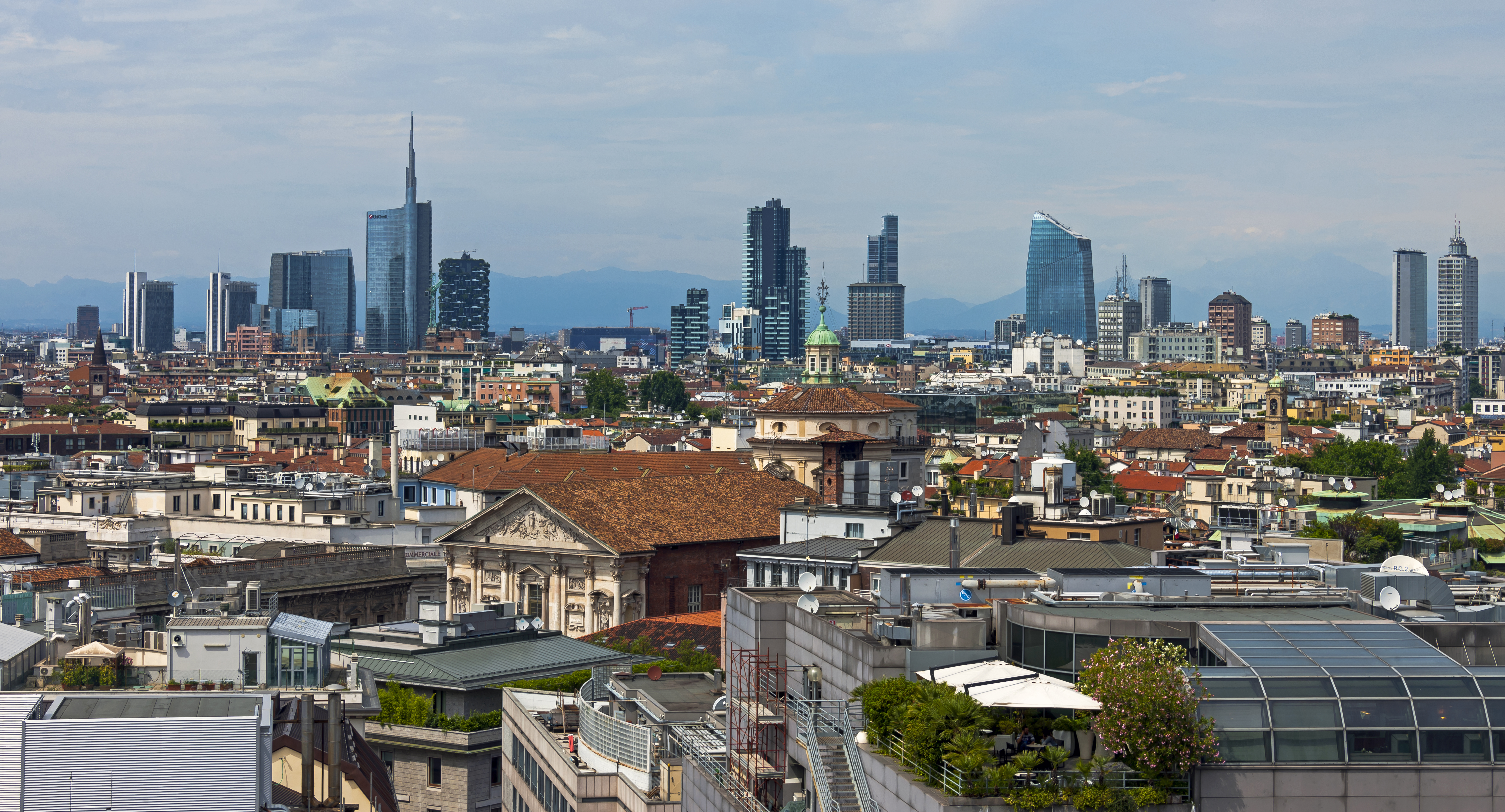
Skyline des Stadtviertels Porta Nuova im Hintergrund

Das Stadtviertel Porta Nuova ist ein in den 2010er Jahren entstandenes Stadtquartier im Mailänder Geschäftsviertel, das vom Bahnhof Milano Porta Garibaldi bis zur Piazza della Repubblica und von der Porta Nuova bis zum Palazzo Lombardia reicht.
Städtebauliches Ziel war es die Stadtteile Porta Nuova, Porta Garibaldi und Isola zu stärken.
Das Zentrum des Viertels ist der öffentliche Park Biblioteca degli Alberi, um den die Bereiche Porta Nuova Garibaldi, Porta Nuova Varesine und Porta Nuova Isola mit den Bauwerken Torre Unicredit, Torre Diamante, Bosco Verticale und weitere angeordnet sind.
Im Jahre 2018 erhielt das Stadtsanierungsprojekt zur Erstellung des Viertels Porta Nuova den Siegerpreis der Immobilienmesse MIPIM für das Beste urbane Stadterneuerungsprojekt.